# Atlantide Pallavolo Brescia 2021-2022
Questa voce raccoglie le informazioni riguardanti l'Atlantide Pallavolo Brescia nelle competizioni ufficiali della stagione 2021-2022.

## Stagione
Nella stagione 2021-22 l'Atlantide Pallavolo Brescia assume la denominazione sponsorizzata di Gruppo Consoli McDonald's Brescia.
Partecipa per l'ottava volta alla Serie A2, dove si classifica nona al termine del girone di andata e settima nella classifica finale del campionato; posizione che le consente di partecipare ai play-off promozione dove viene eliminata al primo turno dalla Lupi Santa Croce.

## Organigramma societario
Area direttiva
- Presidente: Giovanni Ieraci
- Presidente onorario: Stefano Consoli
- Vicepresidente: Gianlorenzo Bonisoli
- Presidente esecutivo: Guido Molinaroli
- Direttore tecnico: Roberto Zambonardi
- Direttore sportivo: Sergio Aquino
- Segreteria: Sergio Aquino, Agostino Carrieri
- Amministrazione: Silvia Zambonardi
- Team manager: Sergio Aquino, Gabriele Cottarelli (fino al 21 dicembre 2021)
- Responsabile relazioni esterne: Maurizio Mazzotti (fino al 21 dicembre 2021), Alessandro Massini Innocenti (dal 7 gennaio 2022)
- Magazzino: Agostino Carrieri
- Logistica: Agostino Carrieri

- Allenatore: Roberto Zambonardi
- Allenatore in seconda: Paolo Iervolino
- Assistente allenatore: Mirko Ferrazzi (fino al 21 dicembre 2021), Domenico Iervolino
- Scout man: Pierpaolo Zamboni
- Responsabile settore giovanile: Roberto Zambonardi

Area comunicazione
- Responsabile comunicazioni: Claudio Chiari
- Ufficio stampa: Cinzia Giordano Lanza
- Fotografo: Giuseppe Zanardelli
- Social media manager: Cinzia Giordano Lanza
- Telecronista: Claudio Chiari
- Speaker: Andrea Anguissola

Area marketing
- Responsabile ufficio marketing: Claudio Chiari

Area sanitaria
- Responsabile staff medico: Pierfrancesco Betrinsoli
- Medico: Pierfrancesco Betrinsoli
- Fisioterapista: Simone Cinelli, Emanuela Ravelli (fino al 21 dicembre 2021)
- Preparatore atletico: Paolo Scatoli

## Rosa
| N° | Nome                | Ruolo | Data di nascita   | Nazionalità sportiva |
| -- | ------------------- | ----- | ----------------- | -------------------- |
| 1  | Tiziano Mazzone     | O     | 22 luglio 1995    | Italia               |
| 2  | Paolo Crosatti      | L     | 30 settembre 1983 | Italia               |
| 4  | Michele Orazi       | C     | 28 ottobre 1998   | Italia               |
| 5  | Simone Tiberti      | P     | 13 settembre 1980 | Italia               |
| 6  | Stefano Giannotti   | O     | 14 maggio 1989    | Italia               |
| 7  | Andrea Bettinzoli   | S     | 15 luglio 2003    | Italia               |
| 8  | Stefano Patriarca   | C     | 23 luglio 1987    | Italia               |
| 9  | Fabio Bisi          | O     | 16 luglio 1994    | Italia               |
| 10 | Andrea Franzoni     | L     | 7 maggio 1989     | Italia               |
| 11 | Andrea Galliani     | S     | 6 gennaio 1988    | Italia               |
| 12 | Malte Neubert       | P     | 17 giugno 1996    | Germania             |
| 13 | Leonardo Ventura    | S     | 6 marzo 2002      | Italia               |
| 14 | Davide Esposito     | C     | 25 agosto 1995    | Italia               |
| 15 | Alberto Cisolla     | S     | 10 ottobre 1977   | Italia               |
| 16 | Gianluca Togni      | S     | 10 gennaio 2005   | Italia               |
| 17 | Nicolò Seveglievich | S     | 5 settembre 1996  | Italia               |
| 18 | Francesco Rizzetti  | L     | 21 aprile 2003    | Italia               |

## Mercato
| Acquisti | Acquisti            | Acquisti             | Acquisti   |
| R.       | Nome                | da                   | Modalità   |
| -------- | ------------------- | -------------------- | ---------- |
| O        | Fabio Bisi          | Callipo              | definitivo |
| O        | Stefano Giannotti   | Olimpia SBV Galatina | definitivo |
| O        | Tiziano Mazzone     | Emma Villas          | definitivo |
| P        | Malte Neubert       | Lucerna              | definitivo |
| C        | Michele Orazi       | Pineto               | definitivo |
| C        | Stefano Patriarca   | New Mater            | definitivo |
| S        | Nicolò Seveglievich | Belluno              | definitivo |

| Cessioni | Cessioni                  | Cessioni             | Cessioni   |
| R.       | Nome                      | a                    | Modalità   |
| -------- | ------------------------- | -------------------- | ---------- |
| O        | Fabio Bisi                | Callipo              | definitivo |
| S        | Michele Bergoli           | Valli di Lanzo       | definitivo |
| C        | Nicola Candeli            | Porto Robur Costa    | definitivo |
| P        | Andrea Cogliati           | Bologna              | definitivo |
| O        | Stefano Giannotti         | Macerata             | definitivo |
| P        | Pietro Ghirardi           | Valtrompia           | definitivo |
| C        | Andrea Orlando Boscardini | Parella              | definitivo |
| O        | Fatijon Tasholli          | Valli di Lanzo       | definitivo |
| S        | Alessandro Tonoli         | Beach Club Offanengo | definitivo |

## Risultati

### Serie A2

#### Girone di andata
| 1ª Giornata - 10 ottobre 2021 PalaSanFilippo, Brescia               | Atlantide Brescia   | 3 - 1 | Impavida Ortona   | 25-18, 16-25, 25-19, 25-14        |
| 2ª Giornata - 17 ottobre 2021 PalaVicentini, Caorle                 | Motta               | 3 - 0 | Atlantide Brescia | 31-29, 25-23, 25-20               |
| 3ª Giornata - 24 ottobre 2021 PalaSanFilippo, Brescia               | Atlantide Brescia   | 1 - 3 | Lupi Santa Croce  | 19-25, 23-25, 25-23, 24-26        |
| 5ª Giornata - 7 novembre 2021 PalaCastagnaretta, Cuneo              | Cuneo               | 3 - 1 | Atlantide Brescia | 25-17, 21-25, 25-20, 25-18        |
| 6ª Giornata - 14 novembre 2021 PalaSanFilippo, Brescia              | Atlantide Brescia   | 3 - 2 | New Mater         | 25-21, 21-25, 24-26, 25-22, 15-11 |
| 7ª Giornata - 21 novembre 2021 PalaMensSana, Siena                  | Emma Villas         | 0 - 3 | Atlantide Brescia | 24-26, 25-27, 23-25               |
| 8ª Giornata - 28 novembre 2021 PalaSanFilippo, Brescia              | Atlantide Brescia   | 2 - 3 | Tricolore         | 23-25, 22-25, 25-21, 25-19, 8-15  |
| 9ª Giornata - 4 dicembre 2021 Palasport Villa D'Agri, Marsicovetere | Rinascita Lagonegro | 3 - 1 | Atlantide Brescia | 25-19, 28-26, 23-25, 25-22        |
| 10ª Giornata - 8 dicembre 2021 PalaSanFilippo, Brescia              | Atlantide Brescia   | 3 - 2 | Porto Viro        | 25-18, 20-25, 25-13, 16-25, 20-18 |
| 11ª Giornata - 12 dicembre 2021 PalaManera, Mondovì                 | Mondovì             | 3 - 2 | Atlantide Brescia | 25-19, 17-25, 16-25, 25-20, 15-11 |
| 12ª Giornata - 19 dicembre 2021 PalaPozzoni, Cisano Bergamasco      | Olimpia Bergamo     | 3 - 1 | Atlantide Brescia | 25-21, 21-25, 25-23, 25-17        |
| 13ª Giornata - 26 dicembre 2021 PalaSanFilippo, Brescia             | Atlantide Brescia   | 3 - 0 | Libertas Brianza  | 25-17, 25-21, 25-17               |

#### Girone di ritorno
| 14ª Giornata - 2 gennaio 2022 Palasport Comunale, Ortona           | Impavida Ortona   | 3 - 1 | Atlantide Brescia   | 25-21, 25-15, 26-28, 25-12        |
| 15ª Giornata - 15 febbraio 2022 PalaSanFilippo, Brescia            | Atlantide Brescia | 3 - 2 | Motta               | 20-25, 25-22, 27-25, 21-25, 15-6  |
| 16ª Giornata - 15 gennaio 2022 PalaParenti, Santa Croce sull'Arno  | Lupi Santa Croce  | 2 - 3 | Atlantide Brescia   | 17-25, 18-25, 25-21, 25-23, 7-15  |
| 18ª Giornata - 30 gennaio 2022 PalaSanFilippo, Brescia             | Atlantide Brescia | 2 - 3 | Cuneo               | 23-25, 25-19, 25-17, 16-25, 9-15  |
| 19ª Giornata - 6 febbraio 2022 PalaGrotte, Castellana Grotte       | New Mater         | 3 - 1 | Atlantide Brescia   | 23-25, 25-16, 25-19, 25-17        |
| 20ª Giornata - 20 febbraio 2022 PalaSanFilippo, Brescia            | Atlantide Brescia | 3 - 1 | Emma Villas         | 25-20, 25-19, 23-25, 25-23        |
| 21ª Giornata - 27 febbraio 2022 PalaBursi, Rubiera                 | Tricolore         | 3 - 0 | Atlantide Brescia   | 25-23, 25-13, 25-17               |
| 22ª Giornata - 6 marzo 2022 PalaSanFilippo, Brescia                | Atlantide Brescia | 3 - 1 | Rinascita Lagonegro | 25-16, 21-25, 25-21, 25-20        |
| 23ª Giornata - 13 marzo 2022 Palazzetto dello Sport, Porto Viro    | Porto Viro        | 2 - 3 | Atlantide Brescia   | 22-25, 10-25, 25-21, 25-19, 9-15  |
| 24ª Giornata - 19 marzo 2022 PalaSanFilippo, Brescia               | Atlantide Brescia | 3 - 0 | Mondovì             | 25-19, 25-21, 25-22               |
| 25ª Giornata - 27 marzo 2022 PalaSanFilippo, Brescia               | Atlantide Brescia | 0 - 3 | Olimpia Bergamo     | 24-26, 19-25, 22-25               |
| 26ª Giornata - 7 aprile 2022 PalaFrancescucci, Casnate con Bernate | Libertas Brianza  | 2 - 3 | Atlantide Brescia   | 29-27, 23-25, 19-25, 25-19, 13-15 |

#### Play-off promozione
| Quarti di finale (gara 1) - 17 aprile 2022 PalaParenti, Santa Croce sull'Arno | Lupi Santa Croce  | 3 - 0 | Atlantide Brescia | 25-16, 25-19, 26-24 |
| Quarti di finale (gara 2) - 24 aprile 2022 PalaSanFilippo, Brescia            | Atlantide Brescia | 0 - 3 | Lupi Santa Croce  | 21-25, 21-25, 20-25 |

## Statistiche

### Statistiche di squadra
| Competizione | Punti | In casa | In casa | In casa | In trasferta | In trasferta | In trasferta | Totale | Totale | Totale |
| Competizione | Punti | G       | V       | P       | G            | V            | P            | G      | V      | P      |
| ------------ | ----- | ------- | ------- | ------- | ------------ | ------------ | ------------ | ------ | ------ | ------ |
| Serie A2     | 33    | 13      | 8       | 5       | 13           | 4            | 9            | 26     | 12     | 14     |
| Totale       | -     | 13      | 8       | 5       | 13           | 4            | 9            | 26     | 12     | 14     |

G = partite giocate; V = partite vinte; P = partite perse 

### Statistiche dei giocatori
| Giocatore       | Serie A2 | Serie A2 | Serie A2 | Serie A2 | Serie A2 | Totale | Totale | Totale | Totale | Totale |
| Giocatore       | P        | PT       | AV       | MV       | BV       | P      | PT     | AV     | MV     | BV     |
| --------------- | -------- | -------- | -------- | -------- | -------- | ------ | ------ | ------ | ------ | ------ |
| A. Bettinzoli   | 0        | 0        | 0        | 0        | 0        | 0      | 0      | 0      | 0      | 0      |
| F. Bisi         | 14       | 194      | 170      | 12       | 12       | 14     | 194    | 170    | 12     | 12     |
| A. Cisolla      | 23       | 279      | 233      | 23       | 23       | 23     | 279    | 233    | 23     | 23     |
| P. Crosatti     | 20       | 2        | 0        | 0        | 2        | 20     | 2      | 0      | 0      | 2      |
| D. Esposito     | 26       | 220      | 157      | 48       | 15       | 26     | 220    | 157    | 48     | 15     |
| A. Franzoni     | 26       | 0        | 0        | 0        | 0        | 26     | 0      | 0      | 0      | 0      |
| A. Galliani     | 23       | 329      | 276      | 32       | 21       | 23     | 329    | 276    | 32     | 21     |
| S. Giannotti    | 11       | 164      | 147      | 10       | 7        | 11     | 164    | 147    | 10     | 7      |
| T. Mazzone      | 18       | 115      | 87       | 9        | 19       | 18     | 115    | 87     | 9      | 19     |
| M. Neubert      | 19       | 1        | 0        | 1        | 0        | 19     | 1      | 0      | 1      | 0      |
| M. Orazi        | 11       | 14       | 8        | 5        | 1        | 11     | 14     | 8      | 5      | 1      |
| S. Patriarca    | 26       | 254      | 183      | 61       | 10       | 26     | 254    | 183    | 61     | 10     |
| F. Rizzetti     | 0        | 0        | 0        | 0        | 0        | 0      | 0      | 0      | 0      | 0      |
| N. Seveglievich | 8        | 14       | 13       | 1        | 0        | 8      | 14     | 13     | 1      | 0      |
| S. Tiberti      | 26       | 38       | 18       | 11       | 9        | 26     | 38     | 18     | 11     | 9      |
| G. Togni        | 0        | 0        | 0        | 0        | 0        | 0      | 0      | 0      | 0      | 0      |
| L. Ventura      | 2        | 0        | 0        | 0        | 0        | 2      | 0      | 0      | 0      | 0      |

P = presenze; PT = punti totali; AV = attacchi vincenti; MV = muri vincenti; BV = battute vincenti